# پلی‌استیشن ویتا
پلی‌استیشن ویتا (به انگلیسی: PlayStation Vita) (به صورت کوتاه شده پی‌اس ویتا یا PS Vita)، پلی‌استیشن ویتا، یک کنسول بازی دستی می باشد که به دست کمپانی سونی تولید و ارائه شده‌ است. این کنسول بازی دستی، در واقع جانشین کنسول بازی دستی قبلی سونی، به نام پلی‌استیشن همراه است. این پلی استیشن دستی در سال ۲۰۱۱ درکشور ژاپن و در سال ۲۰۱۲ در کشورهای دیگر انتشار یافت. از خصوصیات این محصول، داشتن دو دسته آنالوگ و مانیتور ۵ اینچی OLED لمسی می باشد. پلی استیشن ویتا امکاناتی مانند بلوتوث، وای‌فای و 3G را دارد و دارای پردازشگر قدرتمند چهار هسته ‌ای می‌باشد. طراحی کلی پلی‌استیشن ویتا شبیه طراحی کنسول دستی قبلی شرکت سونی یعنی پلی‌استیشن همراهSFT می‌باشد.
ویتا از دو دسته آنالوگ استفاده می‌کند و چهار کلید اصلی و دو کلید چپ و راست، شروع و انتخاب هم بر روی آن قرار دارد. پردازنده گرافیکی این دستگاه چهار هسته ‌ای مدل power Pr می باشد. این دستگاه دو پد لمسی دارد که در بخش عقب کنسول تعبیه شده است. دو دوربین در جلو و عقب، اسپیکر استریو، میکروفون، حسگر حرکتی شش محور و قطب نمای الکتریکی نیز از امکانات دیگر آن می باشد. نسخه گران تر این محصول دارای وای فای و 3G می باشد.

## نمایشگر
کنسول پلی‌استیشن ویتا نیز همانند برادر بزرگ‌تر خود یعنی پلی‌استیشن همراه (PSP)، از صفحه‌نمایش ۵ اینچی استفاده می‌کند. پنل این صفحه‌نمایش از نوع OLED بوده و کاملا لمسی است تا کار کردن با آن بسیار ساده‌تر از گذشته باشد.
دو دستی آنالوگ (دقیقا همانند کنترلر دوال‌شاک) در این کنسول قرار گرفته که تغییر بزرگی نسبت به کنسول قبلی است؛ چراکه اگر به یاد داشته باشید، کنسول PSP تنها یک دستی آنالوگ در اختیار داشت. دیگر بخش‌های کنسول نیز شامل دکمه‌های رایج کنسول پلی‌استیشن، یک D-Pad و همچنین دکمه‌های L و R می‌شود. همچنین نباید حضور دکمه‌های پلی‌استیشن، Start و Select را فراموش کرد.
سونی در Playstation Vita از یک پردازنده مرکزی چهار هسته‌ای ARM Cortex-A9 استفاده می‌کند. همچنین یک پردازنده گرافیکی چهار هسته‌ای از نوع SGX543MP4+ برای این کنسول درنظر گرفته شده است. از دیگر مشخصات سخت‌افزاری پلی‌استیشن ویتا می‌توان به ۵۱۲ مگابایت حافظه رم، ۱۲۸ مگابایت حافظه VRAM، پد لمسی در قسمت پشتی، دو دوربین در بخش جلو و پشت، اسپیکرهای استریو، میکروفون، سیستم کنترل حرکتی، GPS، بلوتوث و همچنین سیستم ۳G اشاره کرد و می توان اشاره کرد که پلی استیشن ویتا ترکیبی از یک موبایل و یک کنسول بازی دستی است.

## سخت‌افزار
طراحی کلی پلی‌استیشن ویتا مشابه طراحی کنسول دستی پیشین شرکت سونی، یعنی پی‌اس‌پی می‌باشد. این کنسول دارای صفحهٔ نمایش ۵ اینچی است و از یک صفحهٔ اُلِد خازنی لمسی بهره می‌برد.
برخلاف پی‌اس‌پی که از یک آنالوگ بهره می‌برد، ویتا از دو آنالوگ استفاده می‌کند و چهار کلید اصلی کنسول‌های سونی یعنی (, ,  و )
، به همراه دو کلید L و R و کلیدهای پلی‌استیشن، استارت و سلکت هم بر روی این کنسول دستی وجود دارد.
این کنسول از پردازندهٔ شرکت آرم هولدینگز یعنی آرم کورتکس-ای۹ استفاده می‌کند که دارای چهار هسته می‌باشد؛ اما سه هسته آن برای اپلیکیشن‌ها قابل استفاده است. پلی‌استیشن ویتا همچنین دارای پردازنده گرافیکی چهار هسته‌ای مدل پاور وی‌آر SGX543MP4 است که ساخت شرکت ایمجینیشن تکنولوجیز است.
از دیگر امکانات سخت‌افزاری پلی‌استیشن ویتا می‌توان به دو پد لمسی در قسمت پشتی کنسول اشاره کرد. همچنین دو دوربین (یکی عقب، یکی جلو)، بلندگوی استریو، میکروفون، حسگر حرکتی شش محور (سه محور ژیروسکوپ و سه محور شتاب‌سنج) و قطب‌نمای الکتریکی در این کنسول دستی وجود دارد.

### امکانات ارتباطی

بسته کامل پلی‌استیشن ویتا که هم از وای-فای و هم از 3G پشتیبانی می‌کند.

پلی‌استیشن ویتا از نسل سوم ارتباطات (3G)، وای-فای و بلوتوث ۲٫۱ پشتیبانی می‌کند. البته مدل ارزان‌تر این کنسول از 3G پشتیبانی نمی‌کند و امکانات ارتباطی آن فقط محدود به وای-فای و بلوتوث می‌شود.